# Karl Goris
Karl Goris (* 21. Mai 1927 in Heerlen; † 28. November 1983 in Hamburg) war ein deutsch-niederländischer Maler und Zeichner.

## Leben und Werk
Karl Goris wurde in Heerlen in der niederländischen Provinz Limburg geboren. Mit 17 Jahren wurde er 1944 in die Wehrmacht eingezogen und im Krieg verwundet. Bei Kriegsende lag er noch im Lazarett. Goris siedelte nach Deutschland über. Er studierte von 1947 bis 1949 an den Werkstätten für Bildende Künste in Darmstadt bei Paul Thesing. Von 1949 bis 1951 setzte er sein Studium an der Landeskunstschule Hamburg bei Theo Ortner fort.
Nach Studienabschluss ließ er sich in Hamburg nieder, wo er die Ausdruckstänzerin Maria Frank heiratete. 1956 fand eine Sonderausstellung seiner Werke in der Hamburger Kunsthalle statt. 1965 erhielt Goris den Kunstpreis der Böttcherstraße in Bremen. Ab 1970 war Goris Dozent an der Fachoberschule für Sozialpädagogik Hamburg. Goris starb 1983 an Lungenkrebs, aus seiner Ehe mit Frank gingen zwei Kinder hervor.
Über viele Jahre seines künstlerischen Schaffens stellte Goris die menschliche Figur in den Mittelpunkt seiner Arbeit. Seine Motive vereinfachte er bis hin zur Auflösung in abstrakte Strukturen. Dabei überwiegen dunkle Farbtöne. Ab 1967 schuf er auch plastische Objekte. In den frühen 1970er Jahren drehte er Kurzfilme, ab 1975 malte er wieder. Neben figurativer Darstellung schuf er auch abstrakte Bilder.

## Werke im öffentlichen Raum

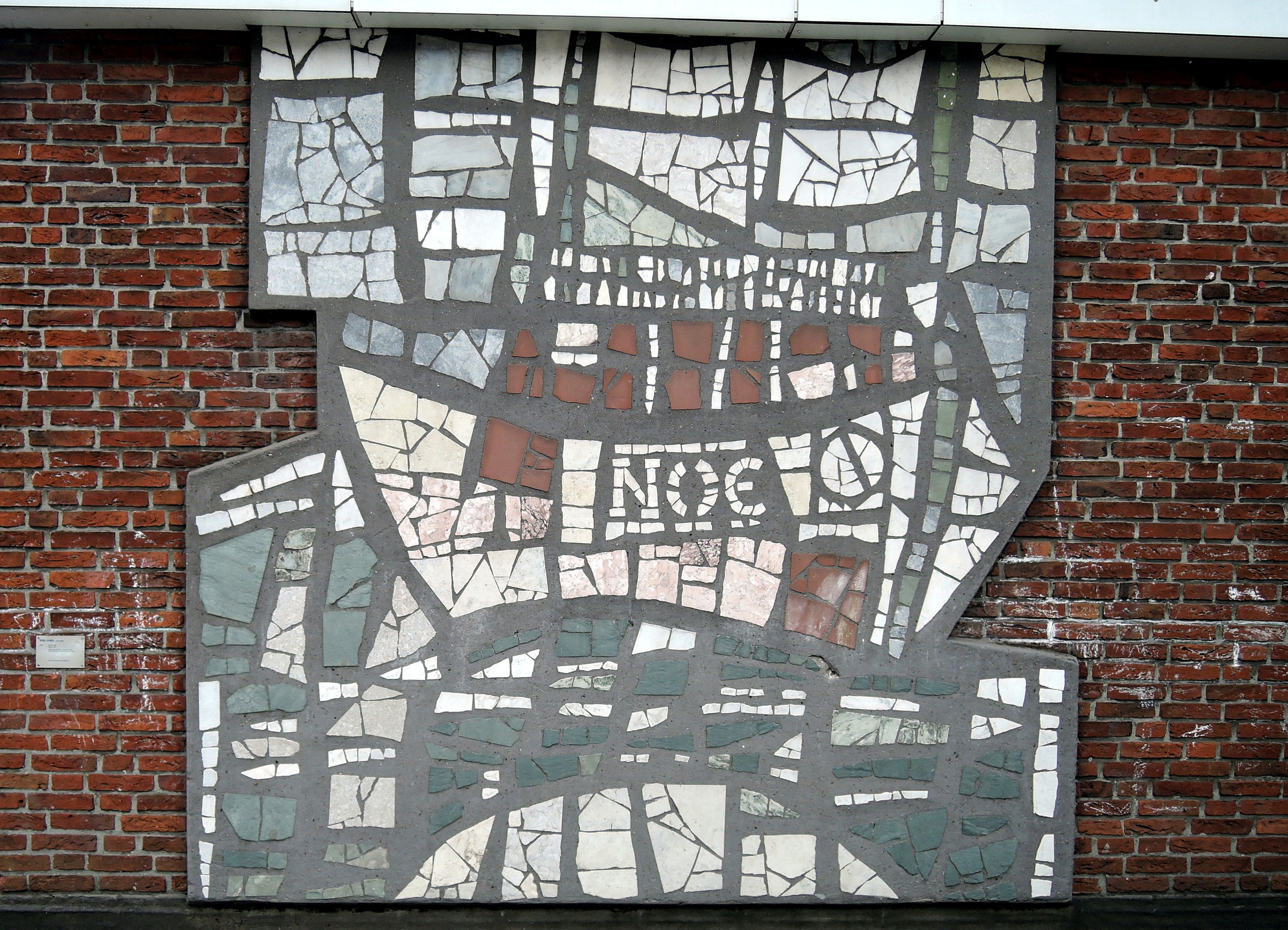
Arche Noah (1969)

Als Auftragsarbeiten für Hamburger Kirchen und Schulen schuf er eine Reihe von Glasfenstern und Wandgemälde, für Kirchen auch Ausstattungsobjekte. Folgende Werke wurden im Rahmen des Programms Kunst am Bau durch die Hamburger Baubehörde angekauft:
- 1954: Fünf Chorfenster für St. Joseph, Hamburg St. Pauli
- 1955: Tabernakel, Fenster der Kapelle Danziger Straße, Hamburg St. Georg
- 1956–57: Die Schöpfung, Institut für Lehrerfortbildung, Hamburg-Eimsbüttel
- 1959: Orpheus-Mosaik, Schule Oldenfelde
- 1960: Fenster in der Feierhalle des Krematoriums auf dem Friedhof Öjendorf, Hamburg-Billstedt
- 1965–68: Fenster der Tauf-Kapelle, Simeon-Kirche, Hamburg-Hamm
- 1966: Kreuzigungsdarstellung im Dominikanerkloster St. Johannis, Hamburg-Barmbek Süd
- 1969: Wandgestaltung „Arche Noah“ im Innenhof der Kita von St. Joseph, Hamburg-St. Pauli
- Altar aus Stein und Muschelkalkplatten für St. Hedwig, Norderstedt[3]

Werke von Goris befinden sich in der Sammlung der Hamburger Kunsthalle und der Kulturbehörde Bremen.